# Ed Mikan
Edward Anton Mikan (20 de outubro de 1925 — 22 de outubro de 1999) foi um jogador norte-americano de basquete profissional que disputou seis temporadas na National Basketball Association (NBA). Foi selecionado pelo Chicago Stags como a quinta escolha geral no draft da BAA (hoje NBA) em 1948.

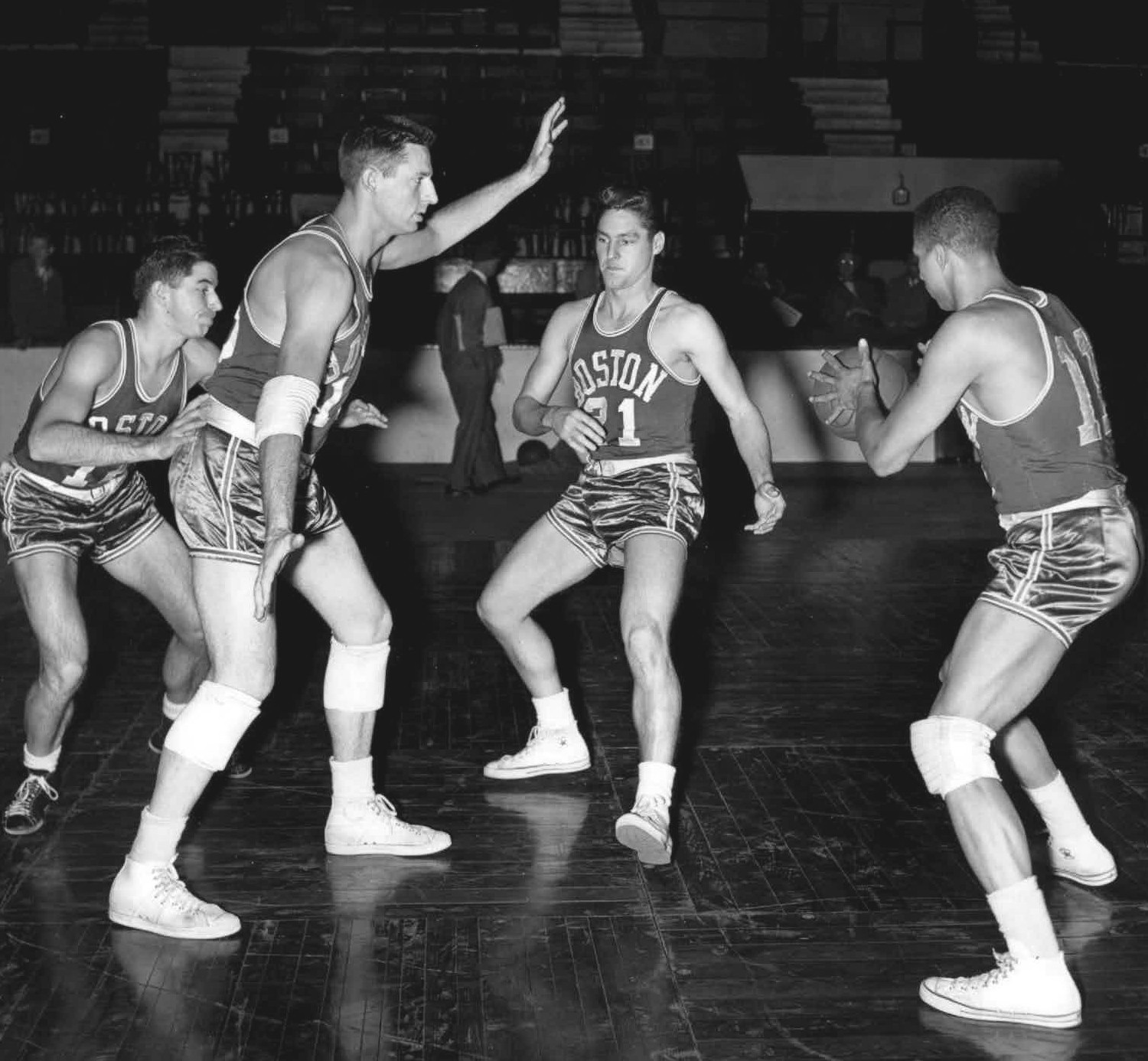
Mikan – o terceiro à direita – durante o aquecimento do Boston Celtics

Era o irmão mais novo de George Mikan (1924—2005).